# Lista campioanelor României la fotbal
Campioana României la fotbal este câștigătoarea eșalonului fotbalistic superior din România, SuperLiga României. Titlul a fost pus în joc încă din anul 1909 în competiții care au avut diverse formate. Steaua București a câștigat cele mai multe campionate: 28, fiind cea mai prolifică echipă din SuperLigă. Cea de a doua echipă care a câștigat cele mai multe titluri este Dinamo București cu 18 campionate la activ. Rivalitatea Steaua-Dinamo, cunoscută și sub numele de Eternul derbi, este cea mai mare din campionatul României, cele două echipe câștigând în total 46 de titluri și terminând pe locul al doilea de 40 de ori. A treia cea mai prolifică echipă este CFR Cluj care a câștigat opt titluri. De la prima ediție din 1909–10, liga a fost câștigată de 24 de echipe reprezentând 14 orașe, aproape două treimi dintre ediții (63 de titluri) fiind câștigate de echipe din București. Chinezul Timișoara a fost pentru mulți ani echipa cu cele mai multe titluri câștigate consecutiv, fiind egalată de Steaua București în anii '90.

## Campioane

### Cupe (1909-1921)
| Sezon   | Campioană                                 | Vicecampioană                             | Locul 3                                   | Note                                      |
| ------- | ----------------------------------------- | ----------------------------------------- | ----------------------------------------- | ----------------------------------------- |
| 1909    | Olympia (1)                               | Colentina                                 | United Ploiești                           | [ 2 ]                                     |
| 1910–11 | Olympia (2)                               | United Ploiești                           | Colentina                                 | [ 3 ]                                     |
| 1911–12 | United Ploiești (1)                       | Olympia                                   | Colentina                                 | [ 4 ]                                     |
| 1913    | Colentina (1)                             | Cercul Atletic                            | Bukarester FC                             | [ 5 ]                                     |
| 1914    | Colentina (2)                             | Bukarester FC                             | Cercul Atletic                            | [ 6 ]                                     |
| 1915    | Româno-Americana (1)                      | Prahova Ploiești                          | Bukarester FC                             | [ 7 ]                                     |
| 1916    | Prahova Ploiești (1)                      | Bukarester FC                             | Colțea București                          | [ 8 ]                                     |
| 1916–19 | Anulat din cauza Primului Război Mondial. | Anulat din cauza Primului Război Mondial. | Anulat din cauza Primului Război Mondial. | Anulat din cauza Primului Război Mondial. |
| 1919–20 | Venus București (1)                       | Unirea Tricolor                           | Colțea București                          | [ 9 ]                                     |
| 1920–21 | Venus București (2)                       | Unirea Tricolor                           | Prahova Ploiești                          | [ 10 ]                                    |

### Campionatul Național de Fotbal al României (1921–1932)
| Sezon   | Campioană              | Vicecampioană      | Locul 3             | Golgeter (Club) (Goluri)       | Note   |
| ------- | ---------------------- | ------------------ | ------------------- | ------------------------------ | ------ |
| 1921–22 | Chinezul (1)           | Victoria Cluj      | AMEF Arad           | informația nu e disponibilă[B] | [ 11 ] |
| 1922–23 | Chinezul (2)           | Victoria Cluj      | Venus București     | [ 12 ]                         |        |
| 1923–24 | Chinezul (3)           | CA Oradea          | Mureșul Târgu Mureș | [ 13 ]                         |        |
| 1924–25 | Chinezul (4)           | Jiul Petroșani     | Jahn Cernăuți       | [ 14 ]                         |        |
| 1925–26 | Chinezul (5)           | Juventus București | Vagonul Arad        | [ 15 ]                         |        |
| 1926–27 | Chinezul (6)           | Colțea Brașov      | Unirea Tricolor     | [ 16 ]                         |        |
| 1927–28 | Colțea Brașov (1)      | Jiul Petroșani     | M.V. Chișinău       | [ 17 ]                         |        |
| 1928–29 | Venus București (3)    | Victoria Cluj      | Banatul Timișoara   | [ 18 ]                         |        |
| 1929–30 | Juventus București (1) | Gloria Arad        | Universitatea Cluj  | [ 19 ]                         |        |
| 1930–31 | UD Reșița (1)          | SG Sibiu           | Prahova Ploiești    | [ 20 ]                         |        |
| 1931–32 | Venus București (4)    | UD Reșița          | Mureșul Târgu Mureș | [ 21 ]                         |        |

### Divizia A (1932–2006)
| Sezon   | Campioană | Vicecampioană | Locul 3 | Golgeter (Club) (Goluri) | Note   |
| ------- | --- | --- | --- | --- | ------ |
| 1932–33 | Ripensia (1) | Universitatea Cluj | CFR București | Ștefan Dobay (Ripensia Timișoara – 16)                                                                                             | [ 22 ] |
| 1933–34 | Venus București (5) | Ripensia | Unirea Tricolor | Ștefan Dobay (Ripensia Timișoara – 25)                                                                                             | [ 23 ] |
| 1934–35 | Ripensia (2) | CA Oradea | Venus București | Ștefan Dobay (Ripensia Timișoara – 24)                                                                                             | [ 24 ] |
| 1935–36 | Ripensia (3) | AMEFA Arad | Juventus București | Ștefan Barbu (CFR București – 23)                                                                                                  | [ 25 ] |
| 1936–37 | Venus București (6) | Rapid București | Ripensia | Ștefan Dobay (Ripensia – 21) Traian Iordache (Unirea Tricolor București – 21)                                                      | [ 26 ] |
| 1937–38 | Ripensia (4) | Rapid București | Venus București | Árpád Thierjung (Chinezul Timișoara – 22)                                                                                          | [ 27 ] |
| 1938–39 | Venus București (7) | Ripensia | AMEFA Arad | Adalbert Marksteiner (Ripensia Timișoara – 21)                                                                                     | [ 28 ] |
| 1939–40 | Venus București (8) | Rapid București | Sportul Studențesc | István Avar (Rapid București – 21)                                                                                                 | [ 29 ] |
| 1940–41 | Unirea Tricolor (1) | Rapid București | Ripensia | Ion Bogdan (Rapid București – 21) Valeriu Niculescu (Unirea Tricolor București – 21)                                               | [ 30 ] |
| 1941–46 | Cupa Basarabiei 1941-1942 și două ediții de campionat('43, '44) neoficiale s-au jucat din cauza celui de-Al Doilea Război Mondial. | Cupa Basarabiei 1941-1942 și două ediții de campionat('43, '44) neoficiale s-au jucat din cauza celui de-Al Doilea Război Mondial. | Cupa Basarabiei 1941-1942 și două ediții de campionat('43, '44) neoficiale s-au jucat din cauza celui de-Al Doilea Război Mondial. | Cupa Basarabiei 1941-1942 și două ediții de campionat('43, '44) neoficiale s-au jucat din cauza celui de-Al Doilea Război Mondial. | [C]    |
| 1946–47 | UTA Arad (1) | Carmen București | CFR Timișoara | Ladislau Bonyhádi (ITA Arad – 26)                                                                                                  | [ 32 ] |
| 1947–48 | UTA Arad (2) | CFR Timișoara | Rapid București | Ladislau Bonyhádi (ITA Arad – 49)                                                                                                  | [ 33 ] |
| 1948–49 | CA Oradea (1) | Rapid București | Jiul Petroșani | Gheorghe Váczi (IC Oradea – 24) | [ 34 ] |
| 1950    | UTA Arad (3) | Locomotiva București | Politehnica Timișoara | Andrei Rădulescu (Locomotiva București – 18)                                                                                       | [ 35 ] |
| 1951    | CCA București (1) | Dinamo București | CA Oradea | Gheorghe Váczi (Progresul Oradea – 23)                                                                                             | [ 36 ] |
| 1952    | CCA București (2) | Dinamo București | CA Cîmpulung Moldovenesc | Titus Ozon (Dinamo București – 17)                                                                                                 | [ 37 ] |
| 1953    | CCA București (3) | Dinamo București | UTA Arad | Titus Ozon (Dinamo București – 12)                                                                                                 | [ 38 ] |
| 1954    | UTA Arad (4) | CCA București | Dinamo București | Alexandru Ene (Dinamo București – 20)                                                                                              | [ 39 ] |
| 1955    | Dinamo București (1) | Flacăra Ploiești | Progresul București | Ion Ciosescu (Știința Timișoara – 18)                                                                                              | [ 40 ] |
| 1956    | CCA București (4) | Dinamo București | Politehnica Timișoara | Ion Alecsandrescu (CCA București – 18)                                                                                             | [ 41 ] |
| 1957–58 | Petrolul Ploiești (1) | CCA București | Politehnica Timișoara | Ion Ciosescu (Știința Timișoara – 21)                                                                                              | [ 42 ] |
| 1958–59 | Petrolul Ploiești (2) | Dinamo București | CCA București | Gheorghe Ene (Rapid București – 17)                                                                                                | [ 43 ] |
| 1959–60 | CCA București (5) | Steagul Roșu Or. Stalin | Petrolul Ploiești | Gheorghe Constantin (CCA București – 20)                                                                                           | [ 44 ] |
| 1960–61 | CCA București (6) | Dinamo București | Rapid București | Gheorghe Constantin (CCA București – 22)                                                                                           | [ 45 ] |
| 1961–62 | Dinamo București (2) | Petrolul Ploiești | Progresul București | Gheorghe Constantin (Steaua București – 24)                                                                                        | [ 46 ] |
| 1962–63 | Dinamo București (3) | CSA Steaua București | Politehnica Timișoara | Ion Ionescu (Rapid București – 20)                                                                                                 | [ 47 ] |
| 1963–64 | Dinamo București (4) | Rapid București | CSA Steaua București | Constantin Frățilă (Dinamo București – 19) Cornel Pavlovici (Steaua București – 19)                                                | [ 48 ] |
| 1964–65 | Dinamo București (5) | Rapid București | CSA Steaua București | Mihai Adam (Știința Cluj – 18) | [ 49 ] |
| 1965–66 | Petrolul Ploiești (3) | Rapid București | Dinamo București | Ion Ionescu (Rapid București – 24)                                                                                                 | [ 50 ] |
| 1966–67 | Rapid București (1) | Dinamo București | U Craiova | Ion Oblemenco (Universitatea Craiova – 17)                                                                                         | [ 51 ] |
| 1967–68 | CSA Steaua București (7) | Argeș Pitești | Dinamo București | Mihai Adam (Universitatea Cluj – 15)                                                                                               | [ 52 ] |
| 1968–69 | UTA Arad (5) | Dinamo București | Rapid București | Florea Dumitrache (Dinamo București – 22)                                                                                          | [ 53 ] |
| 1969–70 | UTA Arad (6) | Rapid București | CSA Steaua București | Ion Oblemenco (Universitatea Craiova – 19)                                                                                         | [ 54 ] |
| 1970–71 | Dinamo București (6) | Rapid București | CSA Steaua București | Constantin Moldoveanu (Poli Iași – 15) Florea Dumitrache (Dinamo București – 15) Gheorghe Tătaru (Steaua București – 15)           | [ 55 ] |
| 1971–72 | Argeș Pitești (1) | UTA Arad | Universitatea Cluj | Ion Oblemenco (Universitatea Craiova – 20)                                                                                         | [ 56 ] |
| 1972–73 | Dinamo București (7) | U Craiova | Argeș Pitești | Ion Oblemenco (Universitatea Craiova – 21)                                                                                         | [ 57 ] |
| 1973–74 | U Craiova (1) | Dinamo București | Steagul Roșu Brașov | Mihai Adam (CFR Cluj – 23) | [ 58 ] |
| 1974–75 | Dinamo București (8) | ASA Târgu Mureș | U Craiova | Dudu Georgescu (Dinamo București – 33)                                                                                             | [ 59 ] |
| 1975–76 | CSA Steaua București (8) | Dinamo București | ASA Târgu Mureș | Dudu Georgescu (Dinamo București – 31)                                                                                             | [ 60 ] |
| 1976–77 | Dinamo București (9) | CSA Steaua București | U Craiova | Dudu Georgescu (Dinamo București – 47)                                                                                             | [ 61 ] |
| 1977–78 | CSA Steaua București (9) | Argeș Pitești | Politehnica Timișoara | Dudu Georgescu (Dinamo București – 24)                                                                                             | [ 62 ] |
| 1978–79 | Argeș Pitești (2) | Dinamo București | CSA Steaua București | Marin Radu (FC Argeș – 22) | [ 63 ] |
| 1979–80 | U Craiova (2) | CSA Steaua București | Argeș Pitești | Septimiu Câmpeanu (Universitatea Cluj – 24)                                                                                        | [ 64 ] |
| 1980–81 | U Craiova (3) | Dinamo București | Argeș Pitești | Marin Radu (FC Argeș – 28) | [ 65 ] |
| 1981–82 | Dinamo București (10) | U Craiova | Corvinul | Anghel Iordănescu (Steaua București – 20)                                                                                          | [ 66 ] |
| 1982–83 | Dinamo București (11) | U Craiova | Sportul Studențesc | Petre Grosu (FC Bihor Oradea – 20)                                                                                                 | [ 67 ] |
| 1983–84 | Dinamo București (12) | CSA Steaua București | U Craiova | Marcel Coraș (Sportul Studențesc București – 20)                                                                                   | [ 68 ] |
| 1984–85 | CSA Steaua București (10) | Dinamo București | Sportul Studențesc | Gheorghe Hagi (Sportul Studențesc București – 20)                                                                                  | [ 69 ] |
| 1985–86 | CSA Steaua București (11) | Sportul Studențesc | U Craiova | Gheorghe Hagi (Sportul Studențesc București – 31)                                                                                  | [ 70 ] |
| 1986–87 | CSA Steaua București (12) | Dinamo București | Victoria | Rodion Cămătaru (Dinamo București – 44)                                                                                            | [ 71 ] |
| 1987–88 | CSA Steaua București (13) | Dinamo București | Victoria | Victor Pițurcă (Steaua București – 34)                                                                                             | [ 72 ] |
| 1988–89 | CSA Steaua București (14) | Dinamo București | Victoria | Dorin Mateuț (Dinamo București - 43)                                                                                               | [ 73 ] |
| 1989–90 | Dinamo București (13) | CSA Steaua București | U Craiova | Gavril Balint (Steaua București – 19)                                                                                              | [ 74 ] |
| 1990–91 | U Craiova (4) | CSA Steaua București | Dinamo București | Ovidiu Cornel Hanganu (Corvinul Hunedoara – 24)                                                                                    | [ 75 ] |
| 1991–92 | Dinamo București (14) | CSA Steaua București | Electroputere Craiova | Gábor Gerstenmájer (Dinamo București – 21)                                                                                         | [ 76 ] |
| 1992–93 | CSA Steaua București (15) | Dinamo București | FCU Craiova | Ilie Dumitrescu (Steaua București – 24)                                                                                            | [ 77 ] |
| 1993–94 | CSA Steaua București (16) | FCU Craiova | Dinamo București | Gheorghe Craioveanu (Universitatea Craiova – 21)                                                                                   | [ 78 ] |
| 1994–95 | CSA Steaua București (17) | FCU Craiova | Dinamo București | Gheorghe Craioveanu (Universitatea Craiova – 27)                                                                                   | [ 79 ] |
| 1995–96 | CSA Steaua București (18) | FC Național | Rapid București | Ion Vlădoiu (Steaua București – 25)                                                                                                | [ 80 ] |
| 1996–97 | CSA Steaua București (19) | FC Național | Dinamo București | Sabin Ilie (Steaua București – 31)                                                                                                 | [ 81 ] |
| 1997–98 | CSA Steaua București (20) | Rapid București | Argeș Pitești | Constantin Barbu (FC Arges – 22) Vasile Oană (Gloria Bistrita – 22)                                                                | [ 82 ] |
| 1998–99 | Rapid București (2) | Dinamo București | CSA Steaua București | Ionel Ganea (Gloria Bistrita – 28)                                                                                                 | [ 83 ] |
| 1999–00 | Dinamo București (15) | Rapid București | CSA Steaua București | Marian Savu (FC Național București – 20)                                                                                           | [ 84 ] |
| 2000–01 | CSA Steaua București (21) | Dinamo București | FC Brașov | Marius Niculae (Dinamo București – 20)                                                                                             | [ 85 ] |
| 2001–02 | Dinamo București (16) | FC Național | Rapid București | Cătălin Cursaru (FCM Bacău – 17)                                                                                                   | [ 86 ] |
| 2002–03 | Rapid București (3) | CSA Steaua București | Gloria Bistrița | Claudiu Răducanu (Steaua București – 21)                                                                                           | [ 87 ] |
| 2003–04 | Dinamo București (17) | CSA Steaua București | Rapid București | Ionel Dănciulescu (Dinamo București – 21)                                                                                          | [ 88 ] |
| 2004–05 | CSA Steaua București (22) | Dinamo București | Rapid București | Gheorghe Bucur (Sportul Studențesc București – 21) Claudiu Niculescu (Dinamo București – 21)                                       | [ 89 ] |
| 2005–06 | CSA Steaua București (23) | Rapid București | Dinamo București | Ionuț Mazilu (Sportul Studențesc București – 22)                                                                                   | [ 90 ] |

### Liga I (2006-2022)
| Sezon   | Campioană                 | Vicecampioană        | Locul 3              | Golgeter (Club) (Goluri)                                                      | Note    |
| ------- | ------------------------- | -------------------- | -------------------- | ----------------------------------------------------------------------------- | ------- |
| 2006–07 | Dinamo București (18)     | CSA Steaua București | CFR Cluj             | Claudiu Niculescu (Dinamo București) (18)                                     | [ 91 ]  |
| 2007–08 | CFR Cluj (1)              | CSA Steaua București | Rapid București      | Ionel Dănciulescu (Dinamo București) (21)                                     | [ 92 ]  |
| 2008–09 | Unirea Urziceni (1)       | Poli Timișoara       | Dinamo București     | Gheorghe Bucur (FC Timișoara) (17) Florin Costea (Universitatea Craiova) (17) | [ 93 ]  |
| 2009–10 | CFR Cluj (2)              | Unirea Urziceni      | FC Vaslui            | Andrei Cristea (Dinamo București) (16)                                        | [ 94 ]  |
| 2010–11 | Oțelul Galați (1)         | Poli Timișoara       | FC Vaslui            | Ianis Zicu (FC Timișoara) (18)                                                | [ 95 ]  |
| 2011–12 | CFR Cluj (3)              | FC Vaslui            | CSA Steaua București | Wesley (FC Vaslui) (27)                                                       | [ 96 ]  |
| 2012–13 | CSA Steaua București (24) | Pandurii             | Petrolul Ploiești    | Raul Rusescu (Steaua București) (21)                                          |         |
| 2013–14 | CSA Steaua București (25) | Astra Giurgiu        | Petrolul Ploiești    | Liviu Antal (FC Vaslui) (15)                                                  | [ 97 ]  |
| 2014–15 | CSA Steaua București (26) | ASA Târgu Mureș      | CFR Cluj             | Grégory Tadé (CFR Cluj) (18)                                                  | [ 98 ]  |
| 2015–16 | Astra Giurgiu (1)         | CSA Steaua București | Pandurii             | Ioan Hora (Pandurii Târgu Jiu) (19)                                           | [ 99 ]  |
| 2016–17 | Viitorul Constanța (1)    | CSA Steaua București | Dinamo București     | Azdren Llullaku (Gaz Metan Mediaș) (16)                                       | [ 100 ] |
| 2017–18 | CFR Cluj (4)              | FCSB                 | CSU Craiova          | Harlem Gnohéré (FCSB) (15) George Țucudean (CFR Cluj) (15)                    | [ 101 ] |
| 2018-19 | CFR Cluj (5)              | FCSB                 | Viitorul Constanța   | George Țucudean (CFR Cluj) (18)                                               |         |
| 2019–20 | CFR Cluj (6)              | CSU Craiova          | Astra Giurgiu        | Gabriel Iancu (Viitorul) (18)                                                 | [ 102 ] |
| 2020–21 | CFR Cluj (7)              | FCSB                 | CSU Craiova          | Florin Tănase (FCSB) (24)                                                     | [ 103 ] |
| 2021–22 | CFR Cluj (8)              | FCSB                 | CSU Craiova          | Florin Tănase (FCSB) (20)                                                     | [ 104 ] |

### SuperLiga  (2022-)
| Sezon   | Campioană               | Vicecampioană | Locul 3     | Golgeter (Club) (Goluri)                                | Note    |
| ------- | ----------------------- | ------------- | ----------- | ------------------------------------------------------- | ------- |
| 2022-23 | FCV Farul Constanța (2) | FCSB          | CFR Cluj    | Marko Dugandžić (CFR Cluj/Rapid București) (22)         | [ 105 ] |
| 2023-24 | FCSB (1)                | CFR Cluj      | CSU Craiova | Florinel Coman (FCSB) (18) Philip Otele (CFR Cluj) (18) | [ 106 ] |
| 2024-25 | FCSB (2)                | CFR Cluj      | CSU Craiova | Louis Munteanu (CFR Cluj) (23)                          | [ 107 ] |